# FBI: Most Wanted 〜指名手配特捜班〜
『FBI: Most Wanted ～指名手配特捜班～』（エフビーアイ モーストウォンテッド しめいてはいとくそうはん、原題: FBI: Most Wanted）はFBI: 特別捜査班のスピンオフとして製作されたテレビドラマ。最重要指名手配リストに名を連ねる逃亡犯を追う捜査官たちを描く。アメリカ合衆国のCBSの製作で、アメリカでは2020年1月7日から放送されている。またシーズン1放送開始前にFBI: 特別捜査班シーズン1 18話としてパイロット版が放送されている。

## 登場人物

### レギュラー
ジェス・ラクロイ (Jess LaCroix) (シーズン1-3)
演 - ジュリアン・マクマホン (Julian McMahon) / 日本語吹替 - 楠大典
FBI特別捜査官。逃亡者特捜班リーダー。米陸軍情報将校だった妻アンジュリーヌ・スカイ・ラクロイの男やもめであり、ナタリア・"タリ"・スカイ・ラクロイの父親、FBI特別捜査官クリントン・スカイの義理の兄でもある。また、プロファイラーでもあり、チームが追う犯罪者の心理に入り込み、その行動パターンの見極めに長けている。
FBIに人生を捧げてきたことから、新たな伴侶となったサラと共にしばらく休暇を取ろうとしていたが、その矢先のシーズン3第14話「砕け散る正義」で凶暴な逃亡犯を追跡中、被害者を守るために首を撃たれる。バーンズとオルティスが手当を試みたものの息を引き取った。
彼の死はチームに大きな衝撃を与え、一時はその結束を揺るがしかねないものとなった。その後、彼に代わってFBI特別捜査官レミー・スコットが逃亡者特捜班の新しいリーダーとなった。
レミー・スコット (Remy Scott) (シーズン3- )
演 - ディラン・マクダーモット (Dylan McDermott) / 日本語吹替 - てらそままさき
FBI特別捜査官。以前はベガスに所属していたが、殉職したラクロイの後任として逃亡者特捜班のリーダーとなる。
FBIとして以前にもニューヨークに勤めていたことから地元の人間とは顔馴染。ジェスと比べてチャーミングで陽気な性格で、人懐っこい調子からすぐチームに溶け込んでいく。
母と妹がおり、父は故人。また、過去に警察の捜査ミスで末の弟を失っている。この件から母親との仲もギクシャクするようになり、すれ違ったまま母が認知症になるという憂き目にもあっている。
弟の事件をキッカケにFBIアカデミーに入っていることから、気さくな人柄によらず正義感は強い。
ケニー・クロスビー (Kenny Crosby) (シーズン1-3)
演 - ケラン・ラッツ (Kellan Lutz) / 日本語吹替 - 森宮隆
FBI特別捜査官。元陸軍情報将校。陸軍時代にPTSDになったことから精神的に不安定なことがあり、時折容疑者に過剰な暴力を振るったり冷静でない態度を取ることから、しばしばジェスには窘められていた。
チームの狙撃手でもあったFBI特別捜査官クリントン・スカイの離脱に伴い、チームの新たな狙撃手となる。しかし自ら犯人の顔を見て射殺するという重荷と重責から、改めてクリントンの役割を尊敬していた。
シーズン3第1話で撃たれて重傷を負う。その後一命こそ取り留めたが、オクラホマで療養生活を送るため逃亡者特捜班を去った。後任としてFBIマイアミ支局のクリスティン・ゲインズが着任した。
シェリル・バーンズ (Sheryll Barnes)
演 - ロキシー・スターンバーグ (Roxy Sternberg) / 日本語吹替 - 三瓶由布子
FBI特別捜査官。元ニューヨーク市警刑事。弁護士のシャーロット・ゲインズの妻で、同性婚している。2人の子供 (アナイス、テオ) の母親でもある。
潜入捜査など危ない橋を渡ってきており、FBIの仕事を続けることに対してもシャーロットにはしばしば釘を刺されている。
ジェスの死後は一時的にチームのまとめ役のような立ち位置になっていた。
FBIの仕事をかまけて生まれたばかりの子のことをシャーロットに任せっ放しにしていたことに加え、ジェスの死を目の当たりにしたことからレミーと入れ替わりで産休を取ることになった。
ハナ・ギブソン (Hana Gibson)
演 - ケイシャ・キャッスル＝ヒューズ (Keisha Castle-Hughes) / 日本語吹替 - 夏谷美希
FBI特別捜査官で逃亡者特捜班の情報分析官。チームのハッカーでもあり、事件に必要な情報を提供する。
実は里子に出されており、生き別れとなった母がいた。しかしその母とコンタクトを取ろうとした頃には母は亡くなっており、遺産を相続することになる。だがそのおかげで父の違う弟と出会うことになる。
クリントン・スカイ (Clinton Skye) (シーズン1-2)
演 - ナサニエル・アルカン (Nathaniel Arcand) / 日本語吹替 - 室園丈裕
FBI特別捜査官でラクロイの義弟。チームの狙撃手でもあり、人質事件発生時には逃亡者特捜班を援護する。
ラクロイの良き理解者でもあり、チームを影で支える縁の下の力持ちのような存在だった。
シーズン2第4話「裁きの天秤」でFBI長官から汚職に関する事件の捜査官としてスカウトされ逃亡者特捜班を去った。
タリ・ラクロイ (Tali LaCroix) (シーズン2-3, シーズン1 リカーリング)
演 - ヤーヤ・ゴセリン (YaYa Gosselin) / 日本語吹替 -
ジェス・ラクロイとその妻アジェリーヌの娘で、クリントン・スカイの姪。フルネームはナタリア・"タリ"・スカイ・ラクロイ。
幼い頃は純朴な性格であったが、父のジェスがサラと良い仲になり、タリも良い関係を築いていた。が、サラの元夫が逆恨みして襲撃してきた際にタリもその場におり、目の前で彼がジェス達に射殺される場面を目の当たりにする。
思春期という中でショッキングな場面を見せられたことで精神的に不安定となり、大麻の葉を吸ったりサラに悪態を付いたりとかつてのタリからは想像も付かないような行動を取るようになる。
しかし次第に落ち着いていき、シーズン3第9話においてショッピングモールで銃乱射事件に遭遇。自身を必死に守ろうとするサラの姿を見て、日頃の態度を謝罪し、父とも和解する。
シーズン3第10話で、カナダにある全日制の乗馬寄宿学校「ビアシェバ・スプリングス」に通うため、祖父母が住む土地へ引っ越した。
アイヴァン・オルティス (Ivan Ortiz) (シーズン2-3)
演 - ミゲル・ゴメス (Miguel Gomez) / 日本語吹替 - 三瓶雄樹
FBI特別捜査官。チームを去ったクリントンの後任。クロスビーが去ってからは彼に代わってハナのルームメイトとなる。チームの肉体派。
シーズン3第21話「過去を捨てた女」で、ロサンゼルスに住む病気の父親の看病のためチームを去った。シーズン4第2話「ダーラの秘密」で、オルティスがロサンゼルスに永久異動したことをレミーが明らかにした。
クリスティン・ゲインズ (Kristin Gaines) (シーズン3-4)
演 - アレクサ・ダヴァロス (Alexa Davalos) / 日本語吹替 - 矢尾幸子
FBI特別捜査官。元海軍情報局将校であり、FBIではマイアミ支局の特別捜査官だった。2人の子供 (ジャック、イングリッド) の母親でもある。
FBI: 特別捜査班シーズン4第1話「欲望の街」で事件に協力した後、正式に逃亡者特捜班に加わる。
シーズン4で子供たちがコロラドに引っ越したことにより、近くに住むためにデンバーへ異動した。
レイ・キャノン (Ray Cannon) (シーズン4- )
演 - エドウィン・ホッジ (Edwin Hodge) / 日本語吹替 - 杉村憲司
FBI特別捜査官。元ニューオーリンズ市警警官。
父も元FBI特別捜査官であり、父の後を継ぐことを決意した。FBIアカデミー「クワンティコ」では首席で卒業した。
ニーナ・チェイス (Nina Chase) (シーズン5- , シーズン4 ゲスト)
演 - シャンテル・ヴァンサンテン (Shantel VanSanten) / 日本語吹替 - 近藤唯
FBI特別捜査官。「FBI: 特別捜査班」で初登場したキャラで、潜入捜査官。ある縁からマギー・ベルが職務中にサリンを浴びて一時離脱したため臨時で代役を務めていた。潜入捜査官でもあり、「FBI: 特別捜査班」シーズン5では、同じFBI特別捜査官のスチュアート・スコーラと交際中。ダグラスという息子がいる。その後、マギーが復帰したことにより、FBIのホワイトカラー犯罪部門に異動したが、ゲインズの後任として逃亡者特捜班に加わった。

## エピソード一覧

### シーズン一覧
| シーズン | シーズン     | エピソード   | 米国での放送日 | 米国での放送日 |
| シーズン | シーズン     | エピソード   | 初回           | 最終回         |
| -------- | ------------ | ------------ | -------------- | -------------- |
|          | パイロット版 | パイロット版 | 2019年4月2日   | 2019年4月2日   |
|          | 1            | 14           | 2020年1月7日   | 2020年5月5日   |
|          | 2            | 15           | 2020年11月17日 | 2021年5月25日  |
|          | 3            | 22           | 2021年9月21日  | 2022年5月24日  |
|          | 4            | 22           | 2022年9月20日  | 2023年5月23日  |
|          | 5            | 13           | 2024年2月13日  | 2024年5月21日  |
|          | 6            | 22           | 2024年10月15日 | 2025年5月20日  |

### パイロット版 （2019年）
パイロット版はFBI: 特別捜査班のシーズン1 18話として放送された。
| 通算 | 話数 | タイトル       | 原題        | 監督               | 米国放送日   | 視聴者数 (万人) |
| ---- | ---- | -------------- | ----------- | ------------------ | ------------ | --------------- |
| 18   | 18   | ラクロイ捜査官 | Most Wanted | フレッド・バーナー | 2019年4月2日 | 908             |

### シーズン1 (2020年)
- 第9話「間違った理想」は、『FBI: 特別捜査班』とのクロスオーバー・エピソード

| 通算 | 話数 | タイトル         | 原題        | 監督                       | 米国放送日    | 視聴者数 (万人) |
| ---- | ---- | ---------------- | ----------- | -------------------------- | ------------- | --------------- |
| 1    | 1    | 痛みを治す医師   | Dopesick    | フレッド・ターナー         | 2020年1月7日  | 719             |
| 2    | 2    | 母の見た夢       | Defender    | ニコール・ルビオ           | 2020年1月14日 | 651             |
| 3    | 3    | 悲しみの暴発     | Hairtrigger | ジム・マッケイ             | 2020年1月21日 | 659             |
| 4    | 4    | 偽りのシーザー   | Caesar      | フレッド・ターナー         | 2020年1月28日 | 611             |
| 5    | 5    | 見えない弾丸     | Invisible   | エロディ・キーン           | 2020年2月11日 | 611             |
| 6    | 6    | メドウの預言者   | Prophet     | ローズ・トローチ           | 2020年2月18日 | 629             |
| 7    | 7    | モホークの亡霊   | Ghosts      | ジャン・ドゥ・スゴンザック | 2020年3月10日 | 599             |
| 8    | 8    | 殺人カップル     | Predators   | フレッド・ターナー         | 2020年3月17日 | 644             |
| 9    | 9    | 間違った理想     | Reveille    | フレッド・ターナー         | 2020年3月24日 | 949             |
| 10   | 10   | スパイになった男 | Silkworm    | ケン・ギロッティー         | 2020年3月31日 | 810             |
| 11   | 11   | 真実の代償       | Ironbound   | アレックス・チャップル     | 2020年4月14日 | 895             |
| 12   | 12   | コニーとアンバー | Ride or Die | ジョン・デヴィッド・コール | 716           |                 |
| 13   | 13   | ささいな侮辱     | Grudge      | レスリー・リブマン         | 2020年4月28日 | 696             |
| 14   | 14   | 父の背中         | Getaway     | ケン・ギロッティー         | 2020年5月5日  | 662             |

### シーズン2 (2020年 - 2021年)
| 通算 | 話数 | タイトル           | 原題             | 監督                       | 米国放送日     | 視聴者数 (万人) |
| ---- | ---- | ------------------ | ---------------- | -------------------------- | -------------- | --------------- |
| 15   | 1    | 残酷な方程式       | Rampage          | ジム・マッケイ             | 2020年11月17日 | 538             |
| 16   | 2    | 孤独なハッカー     | Execute          | ジム・マッケイ             | 2020年11月24日 | 569             |
| 17   | 3    | 過去からの逃亡者   | Deconflict       | エロディ・キーン           | 2020年12月8日  | 492             |
| 18   | 4    | 裁きの天秤         | Anonymous        | デラン・サラフィアン       | 2021年1月19日  | 581             |
| 19   | 5    | 国境が守るもの     | The Line         | ジャン・ドゥ・スゴンザック | 2021年1月26日  | 623             |
| 20   | 6    | セカンド・チャンス | Dysfunction      | ジム・マッケイ             | 2021年2月9日   | 564             |
| 21   | 7    | 幸運を操る者       | Winner           | エリック・ラニューヴィル   | 2021年3月2日   | 573             |
| 22   | 8    | 消えた少年         | Vanished         | ローズ・トローチ           | 2021年3月9日   | 614             |
| 23   | 9    | ワンゼロ・キラー   | One-Zero         | テス・マローン             | 2021年3月16日  | 626             |
| 24   | 10   | 張られた罠         | Spiderwebs       | カルロス・バーナード       | 2021年4月6日   | 644             |
| 25   | 11   | ある教師の復讐     | Obstruction      | ケン・ギロッティー         | 2021年4月27日  | 562             |
| 26   | 12   | 英雄の誕生         | Criminal Justice | ミレナ・ゴヴィッチ         | 2021年5月4日   | 549             |
| 27   | 13   | 汚された町         | Toxic            | ケン・ギロッティー         | 2021年5月11日  | 579             |
| 28   | 14   | 過去の清算         | Hustler          | ジョン・ポルソン           | 2021年5月18日  | 548             |
| 29   | 15   | 悪の継承           | Chattaboogie     | ミレナ・ゴヴィッチ         | 2021年5月25日  | 579             |

### シーズン3 (2021年 - 2022年)
- 第1話「悪徳の紳士」は、『FBI: 特別捜査班』『FBI：インターナショナル』とのトリプルクロスオーバー・エピソード

| 通算 | 話数 | タイトル               | 原題                    | 監督                       | 米国放送日     | 視聴者数 (万人) |
| ---- | ---- | ---------------------- | ----------------------- | -------------------------- | -------------- | --------------- |
| 30   | 1    | 悪徳の紳士             | Exposed                 | ケン・ギロッティー         | 2021年9月21日  | 712             |
| 31   | 2    | 愛国者たち             | Patriots                | ピーター・ステッビングス   | 2021年9月28日  | 559             |
| 32   | 3    | 復讐のムチ             | Tough Love              | マーク・ロスキン           | 2021年10月5日  | 565             |
| 33   | 4    | 神の技術               | Inherited               | ロメオ・タイロン           | 2021年10月12日 | 550             |
| 34   | 5    | シカリウス             | Unhinged                | ケン・ギロッティー         | 2021年11月2日  | 497             |
| 35   | 6    | 愛という病             | Lovesick                | ジャン・ドゥ・スゴンザック | 2021年11月9日  | 488             |
| 36   | 7    | アスリートは2度死ぬ    | Gladiator               | テス・マローン             | 2021年11月16日 | 564             |
| 37   | 8    | 天使の逆襲             | Sport of Kings          | カルロス・バーナード       | 2021年12月7日  | 545             |
| 38   | 9    | クリスマスの悲劇       | Run-Hide-Fight          | ケン・ギロッティー         | 2021年12月14日 | 686             |
| 39   | 10   | モデル・マイノリティー | Incendiary              | ミレナ・ゴヴィッチ         | 2022年1月4日   | 543             |
| 40   | 11   | 人間狩り               | Hunter                  | ジョン・マーレイ           | 2022年1月11日  | 556             |
| 41   | 12   | エル・ピンチョ         | El Pincho               | ルドヴィク・リッテ         | 2022年2月1日   | 591             |
| 42   | 13   | 名声の裏側             | Overlooked              | ミレナ・ゴヴィッチ         | 2022年2月22日  | 570             |
| 43   | 14   | 砕け散る正義           | Shattered               | リサ・デメイン             | 2022年3月8日   | 555             |
| 44   | 15   | 無視された男           | Incel                   | カルロス・バーナード       | 2022年3月22日  | 579             |
| 45   | 16   | 禍の種                 | Decriminalized          | ティム・バスフィールド     | 2022年3月29日  | 584             |
| 46   | 17   | 新たなリーダー         | Covenant                | ケン・ギロッティー         | 2022年4月12日  | 543             |
| 47   | 18   | 殺人ドローン           | Reaper                  | アレックス・ザクシェフスキ | 2022年4月19日  | 525             |
| 48   | 19   | 3手先を読め            | Whack Job               | コリー・ボールズ           | 2022年4月26日  | 544             |
| 49   | 20   | マフィアの追憶         | Greatest Hits           | ケン・ギロッティー         | 2022年5月10日  | 528             |
| 50   | 21   | 過去を捨てた女         | Inheritance             | ジャン・ドゥ・スゴンザック | 2022年5月17日  | 546             |
| 51   | 22   | 盗まれた名画           | A Man Without a Country | ヘザー・カッピエロ         | 2022年5月24日  | 477             |

### シーズン4 (2022年 - 2023年)
- 第16話「迫りくる脅威」は、『FBI: 特別捜査班』『FBI：インターナショナル』とのトリプルクロスオーバー・エピソード

| 通算 | 話数 | タイトル           | 原題                          | 監督                       | 米国放送日     | 視聴者数 (万人) |
| ---- | ---- | ------------------ | ----------------------------- | -------------------------- | -------------- | --------------- |
| 52   | 1    | 鉄の輸送路         | Iron Pipeline                 | ピーター・ステッビングス   | 2022年9月20日  | 527             |
| 53   | 2    | ダーラの秘密       | Taxman                        | ケン・ギロッティー         | 2022年9月27日  | 540             |
| 54   | 3    | 因縁の再会         | Succession                    | テス・マローン             | 2022年10月4日  | 528             |
| 55   | 4    | ゴールドラッシュ   | Gold Diggers                  | ドン・マカッチョン         | 2022年10月11日 | 541             |
| 56   | 5    | 錨とハンマー       | Chains                        | ケン・ギロッティー         | 2022年10月18日 | 529             |
| 57   | 6    | 幻覚のルネサンス   | Patent Pending                | サッズ・サザーランド       | 2022年11月15日 | 474             |
| 58   | 7    | カルマの法則       | Karma                         | コリー・ボールズ           | 2022年11月22日 | 511             |
| 59   | 8    | 裁かれるべき者     | Appeal                        | ヘザー・カッピエロ         | 2022年12月13日 | 500             |
| 60   | 9    | トラウマの連鎖     | Processed                     | ケン・ギロッティー         | 2023年1月3日   | 440             |
| 61   | 10   | フェイクの真相     | False Flag                    | コリー・ボールズ           | 2023年1月10日  | 502             |
| 62   | 11   | 究極のコード       | Crypto Wars                   | ミレナ・ゴヴィッチ         | 2023年1月24日  | 520             |
| 63   | 12   | 黒い十字架         | Black Mirror                  | ジャン・ドゥ・スゴンザック | 2023年2月14日  | 480             |
| 64   | 13   | 悪しき風習         | Transaction                   | ジョン・カサー             | 2023年2月21日  | 472             |
| 65   | 14   | 再現された殺人     | Wanted: America               | ルドヴィク・リッテ         | 2023年2月28日  | 472             |
| 66   | 15   | 声を上げる者       | Double Fault                  | ケン・ギロッティー         | 2023年3月14日  | 514             |
| 67   | 16   | 迫りくる脅威       | Imminent Threat – Part Three  | ケン・ギロッティー         | 2023年4月4日   | 608             |
| 68   | 17   | 幻想の家族         | The Miseducation of Metcalf 2 | シャロン・ルイス           | 2023年4月11日  | 503             |
| 69   | 18   | カウボーイの裁き   | Rangeland                     | ローレン・ヤコネリ         | 2023年4月18日  | 506             |
| 70   | 19   | 醜い真実           | Bad Seed                      | ルドヴィク・リッテ         | 2023年4月25日  | 510             |
| 71   | 20   | 塀の中の暴動       | These Walls                   | ピーター・ステッビングス   | 2023年5月9日   | 504             |
| 72   | 21   | アメリカンドリーム | Clean House                   | ミレナ・ゴヴィッチ         | 2023年5月16日  | 505             |
| 73   | 22   | 25年目の正義       | Heaven Falling                | ケン・ギロッティー         | 2023年5月23日  | 483             |